# Ocotea tenera
Ocotea tenera är en lagerväxtart som beskrevs av Mez & Donn. Sm. och Mes. Ocotea tenera ingår i släktet Ocotea och familjen lagerväxter. Inga underarter finns listade i Catalogue of Life.